# Metfone
Metfone  là một nhà mạng viễn thông có trụ sở chính tại Phnôm Pênh, Campuchia. 
Dự án là sự đầu tư của Viettel đến thị trường nước ngoài trong năm 2009. Đến năm 2016, Metfone trở thành thương hiệu viễn thông giá trị nhất tại thị trường này.

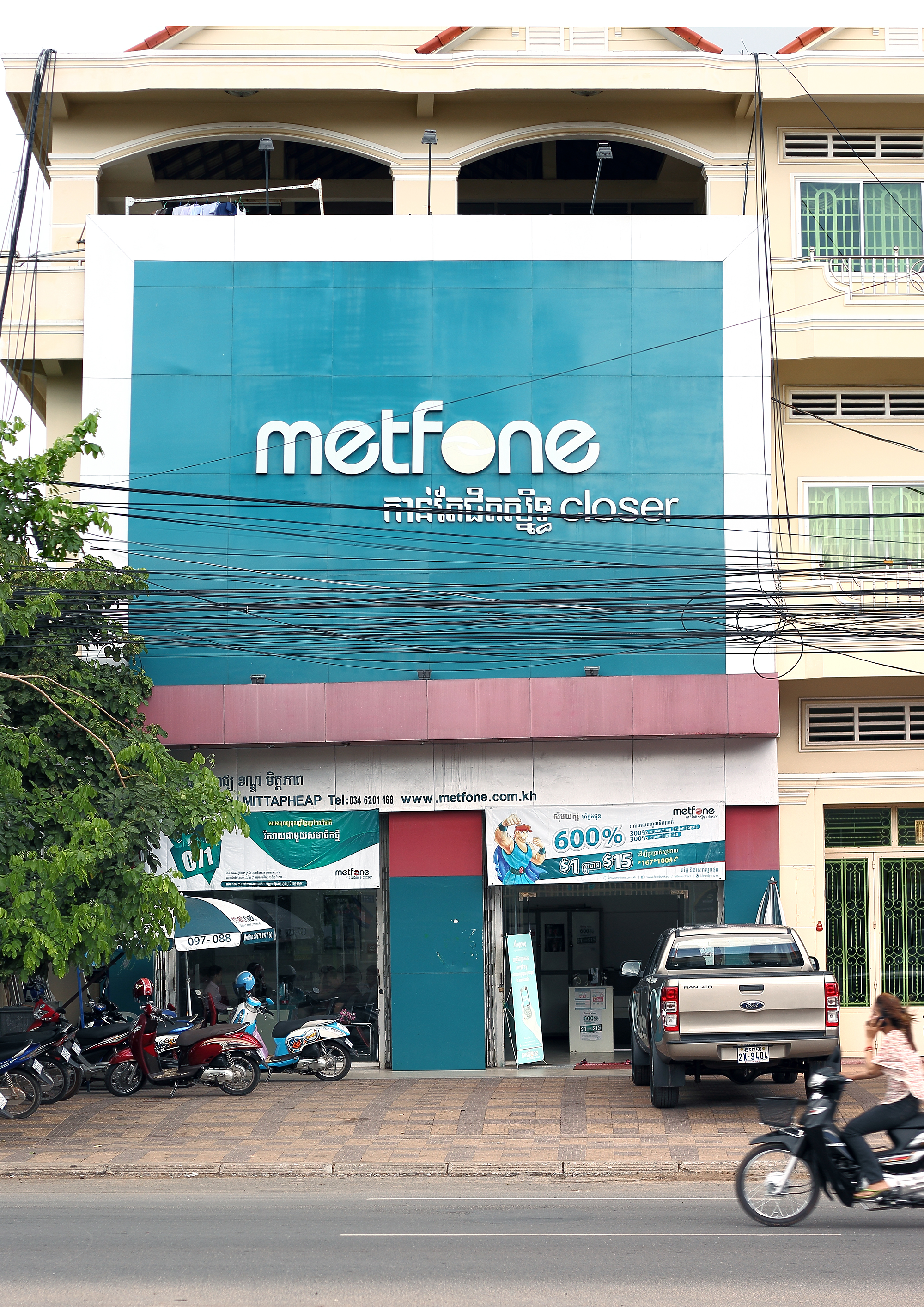
Một cửa hàng của Metfone

## Sự kiện
2009 - Metfone chính thức được thành lập, có trụ sở tại Phnôm Pênh, Campuchia;
2011 - Chiếm 48% thị phần viễn thông, trở thành nhà mạng lớn nhất tại đây;
7/2019 - Ký Biên bản ghi nhớ về việc Hợp tác triển khai thử nghiệm 5G;

## Tập đoàn Viettel

Bản đồ các quốc gia có đầu tư của Viettel

| Châu Phi   | Châu Phi | Châu Mỹ    | Châu Mỹ | Châu Á    | Châu Á  |
| ---------- | -------- | ---------- | ------- | --------- | ------- |
| Burundi    | Lumitel  | Haiti      | Natcom  | Campuchia | Metfone |
| Cameroon   | Nexttel  | Perú       | Bitel   | Lào       | Unitel  |
| Mozambique | Movitel  |            |         | Myanmar   | Mytel   |
| Tanzania   | Halotel  | Đông Timor | Telemor |           |         |
|            |          | Việt Nam   | Viettel |           |         |